# 山猫ブラザーズ
山猫ブラザーズ（やまねこブラザーズ）は、日本のお笑い芸人、ラジオパーソナリティー。

## 略歴
- 沖縄県八重山郡竹富町（西表島）出身。1983年に結成。弟・ジョー山猫と兄・リキ山猫からなる兄弟ユニット。ラジオパーソナリティーとして活動する傍ら音楽・芸術・パフォーマンス・娯楽、などマルチに活動を展開している。
- 音楽ライブにおいては「動物サミット」メンバーとしても登場することがあり、八重子ネーネー、初枝ママ、姪の節子らがサポートに加わることもある。
- 2011年に開催された「新春!oh笑い O-1グランプリ」では山猫ブラザーズにてエントリー、一般枠から決勝進出を果たした。
- 2011年5月にキジムナー拓シャツ発表。
- 2012年1月、第64回沖展、絵画「キジムナーの子守唄」入選[1]。
- 2012年、美浜カーニバルパーク仮装コンテスト   準グランプリ受賞
- 2012年末に開催された「笑琉門」では山猫ブラザーズで決勝進出、特別審査員の中尾彬に満点評価を受ける。
- 2013年、第4回てぃーだ祭ステージ出演
- 2013年、7月30日、刺激祭4出演
- 2013年、6月「おきなわ倶楽部」グルメレポート掲載。
- 2013年、10月、「そばじょーぐーVol.5」レポート掲載。
- 2013年、10月13日、那覇まつりRBC市民フェスティバルステージ出演。
- 2013年、10月14日、刺激祭5出演
- 2014年、8月3日、大宜味村夏祭りステージ出演。
- 2017年6月10日 - 6月11日、山猫ブラザーズ主催「山猫展I~新しい町から~」（PIN-UP）開催。[2]
- 2018年11月23日 - 11月25日、山猫ブラザーズ主催「山猫展II~エレトローネにふれて~」（PIN-UP）開催。

## 出演

### テレビ
- 「新春!oh笑い O-1グランプリ」（沖縄テレビ放送）
- 「笑琉門」（琉球放送）

### ラジオ
- 「リキ山猫の沖縄夢箱」（FMよみたん）

### ライブ
- 那覇ハーリーOTVステージ
- てぃーだ祭2013
- 刺激祭

### その他
- おきなわ倶楽部レポート
- はなぱんぎープロジェクト